# Verbi georgiani di 1ᵃ classe
Questa voce tratta della morfologia dei verbi georgiani di 1ª classe.
Nella 1ª classe rientrano due tipi derivazionali: i verbi base e i causativi (denominativi e deverbali). Entrambi sono caratterizzati dalla sintassi descritta nella tabella che segue.
|           | Argomenti finali | Argomenti finali | Argomenti finali | Fossili           |
| Soggetto  | Ogg. diretto     | Ogg. indiretto   |                  | Fossili           |
| --------- | ---------------- | ---------------- | ---------------- | ----------------- |
| I serie   | NOM              | DAT              | DAT              |                   |
| II serie  | ERG              | NOM              | DAT              |                   |
| III serie | (SOD) NOM        |                  | (OIS) DAT        | (FOI) GEN + -tvis |

Nei verbi base, il tema del presente è composto dalla radice ed eventualmente da uno qualunque dei suffissi tematici; in particolare appartengono alla 1ª classe tutti i verbi con suff.tem. -am, che sono sempre a radice consonantica (come ad esempio დადგამს [da=dg-am-s] "metterà in posizione eretta"). Nei verbi assoluti può essere presente la vocale tematica a- (ad esempio in გააკეთებს [ga=a-k'et-eb-s] "farà") o la vocale tematica i- (ad esempio in დაიწყებს [da=i-ts'q'-eb-s] "comincerà").
Il tema del futuro è ottenuto tramite l'aggiunta di un preverbo al tema del presente. Il tema dell'aoristo, invece, è tipicamente ottenuto tramite la sottrazione dell'eventuale suffisso tematico dal tema del futuro.
| Serie    | Tema                            |
| -------- | ------------------------------- |
| Presente | (a/i +) RAD + suff.tem.         |
| Futuro   | prev. = (a/i +) RAD + suff.tem. |
| Aoristo  | prev. = (a/i +) RAD             |

Esistono rari casi di verbi che prendono il preverbo anche al presente (ad es. წარმოთქვამს [ts'armo=tkv-am-s] "traduce"/"tradurrà", აღნიშნავს [agh=nishn-av-s] "significa"/"significherà") e di verbi che non aggiungono il preverbo al futuro (ad es. აქებს [a-k-eb-s] "loda"/"loderà"). In entrambi i casi la sottoserie del presente e quella del futuro sono formalmente identiche. 
Nella formazione del tema dell'aoristo la vocale della radice può subire apofonia (e → i); se invece la radice è consonantica, si può verificare l'inserzione di una vocale epentetica (-a-/-e-).
Nella serie III sono utilizzati due temi distinti: uno per il perfetto, basato sul tema del futuro, e uno per il piuccheperfetto, basato su quello dell'aoristo (si veda #Serie del perfetto).
Nelle serie I e II, i verbi relativi possono marcare l'OI in tre modi:
- con la serie h-, ad esempio in მიჰყიდის [mi=h-q'id-i-s] "venderà qcs. a qcn." (ass. გაყიდის [ga=q'id-i-s] "venderà");
- con la serie u-, ad esempio in დაუმალავს [da=u-mal-av-s] "nascoderà qcs. a qcn." (ass. დამალავს [da=mal-av-s] "nasconderà");
- con la serie a-, ad esempio in აჩუქებს [Ø=a-chuk-eb-s] "regalerà qcs. a qcn."

Se un verbo ha sia una forma assoluta che una forma relativa, quest'ultima si ottiene tipicamente tramite l'aggiunta di una opportuna serie di marcatori alla corrispondente forma assoluta, senza modificare la radice e il suffisso tematico (così avviene anche negli esempi precedenti).
Nella serie III tutti i verbi diventano relativi a causa dell'inversione. La marcatura di OIS avviene obbligatoriamere con la serie u- nel perfetto e con la serie e- nel piuccheperfetto. I verbi che erano trivalenti (che cioè avevano già un OI ed erano quindi già relativi nelle serie I e II) diventano bivalenti e il vecchio OI viene declassato a fossile e indicato dalla posposizione -tvis.
La coniugazione dei causativi segue sostanzialmente le stesse regole di quella dei verbi base, tranne per le peculiarità descritte nella sezione #Tipi derivazionali: causativi.

## Serie del presente/futuro
Il presente si forma aggiungendo al tema del presente i soli marcatori del gruppo v-, con -s alla III s e -en alla III pl (si usa però -an se il suff.tem. è -i, ad es. გადათარგმნის [gada=targmn-i-s] "tradurrà" → თარგმნიან [targmn-i-an]).
L'imperfetto e il congiuntivo presente sono caratterizzati:
- dal marcatore dell'imperfetto -d in tutte le persone;
- dal marcatore dello screeve -i nelle I e II persone dell'imperfetto;
- dal marcatore dello screeve -e in tutte le persone del congiuntivo presente, tranne la III pl.

Il suffisso della III s è -a nell'imperfetto e -s nel congiuntivo presente, quello della III pl è -nen in entrambi gli screeve.
Il futuro, il condizionale e il congiuntivo futuro si formano aggiungendo gli stessi circonfissi appena descritti al tema del futuro, anziché a quello del presente.
|           | Presente/Futuro | Presente/Futuro |            | Imperfetto/Condizionale | Imperfetto/Condizionale |              | Congiuntivo presente/futuro | Congiuntivo presente/futuro |
| Singolare | Plurale         | Singolare       | Plurale    | Singolare               | Plurale                 |              |                             |                             |
| --------- | --------------- | --------------- | ---------- | ----------------------- | ----------------------- | ------------ | --------------------------- | --------------------------- |
| I         | v ⎯⎯⎯⎯          | v ⎯⎯⎯⎯ t        |            | v ⎯⎯⎯⎯ d-i              | v ⎯⎯⎯⎯ d-i-t            |              | v ⎯⎯⎯⎯ d-e                  | v ⎯⎯⎯⎯ d-e-t                |
| II        | v ⎯⎯⎯⎯          | v ⎯⎯⎯⎯ t        | v ⎯⎯⎯⎯ d-i | v ⎯⎯⎯⎯ d-i-t            | v ⎯⎯⎯⎯ d-e              | v ⎯⎯⎯⎯ d-e-t |                             |                             |
| III       | v ⎯⎯⎯⎯ s        | v ⎯⎯⎯⎯ en/an    | v ⎯⎯⎯⎯ d-a | v ⎯⎯⎯⎯ d-nen            | v ⎯⎯⎯⎯ d-e-s            | v ⎯⎯⎯⎯ d-nen |                             |                             |

La tabella che segue mostra la serie del presente/futuro di ააშენებს [a=a-shen-eb-s] "costruirà".
|          | Sottoserie del presente    | Sottoserie del presente         | Sottoserie del presente         | Sottoserie del futuro         | Sottoserie del futuro              | Sottoserie del futuro              |
| Presente | Imperfetto                 | Congiuntivo presente            | Futuro                          | Condizionale                  | Congiuntivo futuro                 |                                    |
| -------- | -------------------------- | ------------------------------- | ------------------------------- | ----------------------------- | ---------------------------------- | ---------------------------------- |
| I s      | ვაშენებ [v-a-shen-eb]      | ვაშენებდი [v-a-shen-eb-d-i]     | ვაშენებდე [v-a-shen-eb-d-e]     | ავაშენებ [a=v-a-shen-eb]      | ავაშენებდი [a=v-a-shen-eb-d-i]     | ავაშენებდე [a=v-a-shen-eb-d-e]     |
| II s     | ვაშენებ v-[a-shen-eb]      | ვაშენებდი v-[a-shen-eb-d-i]     | ვაშენებდე v-[a-shen-eb-d-e]     | ვააშენებ v-[a=a-shen-eb]      | ვააშენებდი v-[a=a-shen-eb-d-i]     | ვააშენებდე v-[a=a-shen-eb-d-e]     |
| III s    | ვაშენებს v-[a-shen-eb-s]   | ვაშენებდა v-[a-shen-eb-d-a]     | ვაშენებდეს v-[a-shen-eb-d-e-s]  | ვააშენებს v-[a=a-shen-eb-s]   | ვააშენებდა v-[a=a-shen-eb-d-a]     | ვააშენებდეს v-[a=a-shen-eb-d-e-s]  |
| I pl     | ვაშენებთ [v-a-shen-eb-t]   | ვაშენებდით [v-a-shen-eb-d-i-t]  | ვაშენებდეთ [v-a-shen-eb-d-e-t]  | ავაშენებთ [a=v-a-shen-eb-t]   | ავაშენებდით [a=v-a-shen-eb-d-i-t]  | ავაშენებდეთ [a=v-a-shen-eb-d-e-t]  |
| II pl    | ვაშენებთ v-[a-shen-eb-t]   | ვაშენებდით v-[a-shen-eb-d-i-t]  | ვაშენებდეთ v-[a-shen-eb-d-e-t]  | ვააშენებთ v-[a=a-shen-eb-t]   | ვააშენებდით v-[a=a-shen-eb-d-i-t]  | ვააშენებდეთ v-[a=a-shen-eb-d-e-t]  |
| III pl   | ვაშენებენ v-[a-shen-eb-en] | ვაშენებდნენ v-[a-shen-eb-d-nen] | ვაშენებდნენ v-[a-shen-eb-d-nen] | ვააშენებენ v-[a=a-shen-eb-en] | ვააშენებდნენ v-[a=a-shen-eb-d-nen] | ვააშენებდნენ v-[a=a-shen-eb-d-nen] |

## Serie dell'aoristo
Nella serie dell'aoristo sono impiegati due gruppi distinti di circonfissi: quelli deboli e quelli forti.
L'aoristo debole prende il marcatore dello screeve -e alle I e II persone, i suffissi -a oppure -o alla III s e -es alla III pl. L'ottativo debole è invece caratterizzato dal marcatore dello screeve -o, con -s alla III s e -n alla III pl.
|           | Aoristo    | Aoristo    |            | Ottativo   | Ottativo   |
| Singolare | Plurale    | Singolare  | Plurale    |            |            |
| --------- | ---------- | ---------- | ---------- | ---------- | ---------- |
| I         | v ⎯⎯⎯⎯ e   | v ⎯⎯⎯⎯ e-t |            | v ⎯⎯⎯⎯ o   | v ⎯⎯⎯⎯ o-t |
| II        | v ⎯⎯⎯⎯ e   | v ⎯⎯⎯⎯ e-t | v ⎯⎯⎯⎯ o   | v ⎯⎯⎯⎯ o-t |            |
| III       | v ⎯⎯⎯⎯ a/o | v ⎯⎯⎯⎯ es  | v ⎯⎯⎯⎯ o-s | v ⎯⎯⎯⎯ o-n |            |

Le corrispondenti forme forti si distinguono per i diversi marcatori dello screeve: -i all'aoristo e -a all'ottativo. La III s dell'aoristo è sempre -a.
|           | Aoristo  | Aoristo    |            | Ottativo   | Ottativo   |
| Singolare | Plurale  | Singolare  | Plurale    |            |            |
| --------- | -------- | ---------- | ---------- | ---------- | ---------- |
| I         | v ⎯⎯⎯⎯ i | v ⎯⎯⎯⎯ i-t |            | v ⎯⎯⎯⎯ a   | v ⎯⎯⎯⎯ a-t |
| II        | v ⎯⎯⎯⎯ i | v ⎯⎯⎯⎯ i-t | v ⎯⎯⎯⎯ a   | v ⎯⎯⎯⎯ a-t |            |
| III       | v ⎯⎯⎯⎯ a | v ⎯⎯⎯⎯ es  | v ⎯⎯⎯⎯ a-s | v ⎯⎯⎯⎯ a-n |            |

La scelta del gruppo di circonfissi, così come gli eventuali fenomeni di apofonia o epentesi all'interno della radice, dipendono dalla presenza o assenza di vocali nella radice e da quale suffisso tematico sia presente nel tema del futuro, secondo le regole che seguono.
- Se il verbo è a radice vocalica prende i circonfissi deboli con -a alla III sing. dell'aoristo. Se in particolare è radicale con radice monosillabica e con vocale radicale e, quest'ultima subisce quasi sempre apofonia, diventando i (ad es. გადაწყვეტს [gada=ts'q'vet'-s] "deciderà" → გადაწყვიტა [gada=ts'q'v'it'-a]); la e si conserva solo raramente (ad es. დაწერს [da=ts'er-s] "scriverà" → დაწერა [da=ts'er-a]). In due sottocasi l'apofonia non conosce eccezioni:
  - se la radice termina in -en (ad es. აღმოაჩენს [aghmo=a-chen-s] "scoprirà" → აღმოაჩინა [aghmo=a-chin-a]);
  - se la radice termina in -ev; in tal caso, la v cade (ad es. აარჩევს [a=a-rchev-s] "sceglierà" → აარჩია [a=a-rchiØ-a]).
- Se il verbo è a radice consonantica con suffisso tematico -eb/-ob, prende le terminazioni deboli, ma con -o alla III sing. dell'aoristo (ad es. დაიწყებს [da=i-ts'q'-eb-s] "comincerà" → დაიწყო [da=i-ts'q'-o]).[5]
- Se il verbo è a radice consonantica con suffisso tematico -am/-av, prende sempre i circonfissi forti.
  - Se è in -am, non ci sono alterazioni fonetiche nella radice (ad es. დადგამს [da=dg-am-s] "metterà in posizione eretta" → დადგა [da=dg-a]).
  - Se è in -av, si verifica l'epentesi di -a- nella radice, ma solo nelle I e II persone dell'aoristo (ad es. მოკლავს [mo=k'l-av-s] "ucciderà" → I, II მო(ვ)კალი(თ) [mo=(v-)k'al-i(-t)]).
- Se il verbo è a radice consonantica con suffisso tematico -i segue uno di due modelli di coniugazione.
  - In un caso prende i circonfissi forti e ha epentesi di -e- nella radice, ma solo nelle I e II persone dell'aoristo (ad es. შექმნის [she=kmn-i-s] "creerà" → I, II შე(ვ)ქმენი(თ) [she=(v-)kmen-i(-t)]).
  - Nell'altro caso prende i circonfissi deboli con -a e ha epentesi di -a- nella radice in tutte le persone sia dell'aoristo che dell'ottativo (ad es. ჩათვლის [cha=tvl-i-s] "considererà" → ჩათვალა [cha=tval-a]).

Dalla casistica appena illustrata si ricava come regola generale che il tema dell'ottattivo è sempre basato sul tema dell'aoristo alla III singolare (ossia: se questa presenta alterazioni fonetiche nella radice, le presentano anche tutte le persone dell'ottativo).
| Radice | Suff.tem.          | Suff.tem.                | Alterazioni                        | Circonfissi            |
| ------ | ------------------ | ------------------------ | ---------------------------------- | ---------------------- |
| VOC    | -Ø                 | Radice in -en            | e → i                              | Deboli                 |
| VOC    | -Ø                 | Radice in -ev            | ev → iØ                            | Deboli                 |
| VOC    | -Ø                 | Nessuna delle precedenti | Possibile e → i                    | Deboli                 |
| VOC    | -eb/-ob/-am/-av/-i |                          |                                    | Deboli                 |
|        |                    |                          |                                    |                        |
| CONS   | -eb/-ob            | -eb/-ob                  |                                    | Deboli (aor. IIIs: -o) |
| CONS   | -am                | -am                      |                                    | Forti                  |
| CONS   | -av                | -av                      | Epentesi di a (I,II aor.)          | Forti                  |
| CONS   | -i                 | -i                       | Epentesi di e (I,II aor.)          | Forti                  |
| CONS   | -i                 | -i                       | Epentesi di a (I,II,III aor./ott.) | Deboli                 |

La tabella che segue illustra i sei modelli di coniugazione dell'aoristo. Ad eccezione di ააშენებს [a=a-shen-eb-s] "costruirà", i verbi sono stati presentati negli esempi precedenti.
|         | Radice vocalica           | Radice consonantica         | Radice consonantica   | Radice consonantica      | Radice consonantica        | Radice consonantica        |
| -eb/-ob | Radice vocalica           | -am                         | -av                   | -i (forte)               | -i (debole)                |                            |
| ------- | ------------------------- | --------------------------- | --------------------- | ------------------------ | -------------------------- | -------------------------- |
| I s     | ავაშენე [a=v-a-shen-e]    | დავიწყე [da=v-i-ts'q'-e]    | დავდგი [da=v-dg-i]    | მოვკალი [mo=v-k'al-i]    | შევქმენი [she=v-kmen-i]    | ჩავთვალე [cha=v-tval-e]    |
| II s    | ვააშენე v-[a=a-shen-e]    | ვდაიწყე v-[da=i-ts'q'-e]    | ვდადგი v-[da=dg-i]    | ვმოკალი v-[mo=k'al-i]    | ვშექმენი v-[she=kmen-i]    | ვჩათვალე v-[cha=tval-e]    |
| III s   | ვააშენა v-[a=a-shen-a]    | ვდაიწყო v-[da=i-ts'q'-o]    | ვდადგა v-[da=dg-a]    | ვმოკლა v-[mo=k'l-a]      | ვშექმნა v-[she=kmn-a]      | ვჩათვალა v-[cha=tval-a]    |
| I pl    | ავაშენეთ [a=v-a-shen-e-t] | დავიწყეთ [da=v-i-ts'q'-e-t] | დავდგით [da=v-dg-i-t] | მოვკალით [mo=v-k'al-i-t] | შევქმენით [she=v-kmen-i-t] | ჩავთვალეთ [cha=v-tval-e-t] |
| II pl   | ვააშენეთ v-[a=a-shen-e-t] | ვდაიწყეთ v-[da=i-ts'q'-e-t] | ვდადგით v-[da=dg-i-t] | ვმოკალით v-[mo=k'al-i-t] | ვშექმენით v-[she=kmen-i-t] | ვჩათვალეთ v-[cha=tval-e-t] |
| III pl  | ვააშენეს v-[a=a-shen-es]  | ვდაიწყეს v-[da=i-ts'q'-es]  | ვდადგეს v-[da=dg-es]  | ვმოკლეს v-[mo=k'l-es]    | ვშექმნეს v-[she=kmn-es]    | ვჩათვალეს v-[cha=tval-es]  |

La tabella che segue illustra le corrispettive forme dell'ottativo dei verbi della tabella precedente.
|         | Radice vocalica           | Radice consonantica         | Radice consonantica   | Radice consonantica    | Radice consonantica      | Radice consonantica        |
| -eb/-ob | Radice vocalica           | -am                         | -av                   | -i (forte)             | -i (debole)              |                            |
| ------- | ------------------------- | --------------------------- | --------------------- | ---------------------- | ------------------------ | -------------------------- |
| I s     | ავაშენო [a=v-a-shen-o]    | დავიწყო [da=v-i-ts'q'-o]    | დავდგა [da=v-dg-a]    | მოვკლა [mo=v-k'l-a]    | შევქმნა [she=v-kmn-a]    | ჩავთვალო [cha=v-tval-o]    |
| II s    | ვააშენო v-[a=a-shen-o]    | ვდაიწყო v-[da=i-ts'q'-o]    | ვდადგა v-[da=dg-a]    | ვმოკლა v-[mo=k'l-a]    | ვშექმნა v-[she=kmn-a]    | ვჩათვალო v-[cha=tval-o]    |
| III s   | ვააშენოს v-[a=a-shen-o-s] | ვდაიწყოს v-[da=i-ts'q'-o-s] | ვდადგას v-[da=dg-a-s] | ვმოკლას v-[mo=k'l-a-s] | ვშექმნას v-[she=kmn-a-s] | ვჩათვალოს v-[cha=tval-o-s] |
| I pl    | ავაშენოთ [a=v-a-shen-o-t] | დავიწყოთ [da=v-i-ts'q'-o-t] | დავდგათ [da=v-dg-a-t] | მოვკლათ [mo=v-k'l-a-t] | შევქმნათ [she=v-kmn-a-t] | ჩავთვალოთ [cha=v-tval-o-t] |
| II pl   | ვააშენოთ v-[a=a-shen-o-t] | ვდაიწყოთ v-[da=i-ts'q'-o-t] | ვდადგათ v-[da=dg-a-t] | ვმოკლათ v-[mo=k'l-a-t] | ვშექმნათ v-[she=kmn-a-t] | ვჩათვალოთ v-[cha=tval-o-t] |
| III pl  | ვააშენონ v-[a=a-shen-o-n] | ვდაიწყონ v-[da=i-ts'q'-o-n] | ვდადგან v-[da=dg-a-n] | ვმოკლან v-[mo=k'l-a-n] | ვშექმნან v-[she=kmn-a-n] | ვჩათვალონ v-[cha=tval-o-n] |

## Serie del perfetto

### Perfetto
Il tema del perfetto è costituito dal preverbo, dalla radice del verbo al futuro e, quasi sempre, dal suffisso tematico. Quest'ultimo viene eliminato solo se è -i (ad es. გაგზავნის [ga=gzavn-i-s] "manderà" → გაუგზავნია [ga=u-gzavn-Ø-i-a]) o se è -eb/-ob e il verbo è a radice consonantica (ad es. გააღებს [ga=a-gh-eb-s] "aprirà" → გაუღია [ga=u-gh-Ø-i-a], ma გააკეთებს [ga=a-k'et-eb-s] "farà" → გაუკეთებია [ga=u-k'et-eb-i-a]).
| Suff.tem.              | Tema del perfetto          |
| ---------------------- | -------------------------- |
| -am/-av                | prev. = RADfut + suff.tem. |
| -eb/-ob (radice voc.)  | prev. = RADfut + suff.tem. |
| -eb/-ob (radice cons.) | prev. = RADfut             |
| -Ø/-i                  | prev. = RADfut             |

Gli argomenti sono marcati sul verbo secondo le regole che seguono.
- OIS prende la serie u- di marcatori.
- SOD prende sempre il gruppo v- con l'ausiliare al presente:
  - se il verbo è in -Ø/-eb/-ob/-i, aggiunge anche il marcatore dello screeve -i e prende -a alla III persona;
  - se il verbo è in -am/-av, non aggiunge il marcatore dello screeve e prende -s alla III persona.

Per la regola sulla concordanza alla III plurale, la pluralità di SOD non è mai indicata sul verbo. La pluralità di OIS, invece, è indicata dal morfema -t, a meno che SOD non sia alla I/II singolare.
|                        | OIS                    | OIS          |               | SOD              | SOD              | SOD           | SOD        | SOD          |
| Verbo in -Ø/-eb/-ob/-i | Verbo in -Ø/-eb/-ob/-i | OIS          |               | Verbo in -am/-av | Verbo in -am/-av |               |            |              |
| Singolare              | Plurale                | Singolare    | Plurale       | Singolare        | Plurale          |               |            |              |
| ---------------------- | ---------------------- | ------------ | ------------- | ---------------- | ---------------- | ------------- | ---------- | ------------ |
| I                      | gm-i ⎯⎯⎯⎯              | gv-i ⎯⎯⎯⎯    |               | v ⎯⎯⎯⎯ i-var     | v ⎯⎯⎯⎯ i-var-t   |               | v ⎯⎯⎯⎯ var | v ⎯⎯⎯⎯ var-t |
| II                     | mg-i ⎯⎯⎯⎯              | vg-i ⎯⎯⎯⎯ t  | v ⎯⎯⎯⎯ i-khar | v ⎯⎯⎯⎯ i-khar-t  | v ⎯⎯⎯⎯ khar      | v ⎯⎯⎯⎯ khar-t |            |              |
| III                    | gmu ⎯⎯⎯⎯               | gvu ⎯⎯⎯⎯ (t) | ⎯⎯⎯⎯ i-a      | ⎯⎯⎯⎯ i-a         | ⎯⎯⎯⎯ s           | ⎯⎯⎯⎯ s        |            |              |

Nella lingua parlata, i verbi in -am/-av tendono a uniformarsi al modello di coniugazione in -i-a, perdendo il suffisso tematico (o subendo sincope della a del suffisso). Ad esempio, accanto alla forma prescrittivamente corretta მოუკლავს [mo=u-k'l-av-s] "egli lo/li ha apparentemente ucciso/i" si trova anche მოუკლია [mo=u-k'l-Ø-i-a].
Per illustrare tutte le possibili combinazioni polipersonali si riporta nella tabella che segue il perfetto di შეაქებს [she=a-k-eb-s] "loderà". Trattandosi di un verbo a radice consonantica in -eb, il suffisso tematico viene eliminato e il modello di coniugazione è in -i-a. Sono evidenziati in grassetto il suffisso della III singolare -a e il morfema plurale -t (quest'ultimo solo nei casi in cui segnala la pluralità di OIS alla III persona).
|        | I s                             | II s                           | III s                          | I pl                              | II pl                          | III pl                         |
| ------ | ------------------------------- | ------------------------------ | ------------------------------ | --------------------------------- | ------------------------------ | ------------------------------ |
| I s    |                                 | შეგიქივარ [she=g-i-k-i-var]    | შევუქივარ [she=v-u-k-i-var]    |                                   | შეგიქივართ [she=g-i-k-i-var-t] | შევუქივარ [she=v-u-k-i-var]    |
| II s   | შემიქიხარ [she=m-i-k-i-khar]    |                                | შეუქიხარ [she=u-k-i-khar]      | შეგვიქიხარ [she=gv-i-k-i-khar]    |                                | შეუქიხარ [she=u-k-i-khar]      |
| III s  | შემიქია [she=m-i-k-i-a]         | შეგიქია [she=g-i-k-i-a]        | შეუქია [she=u-k-i-a]           | შეგვიქია [she=gv-i-k-i-a]         | შეგიქიათ [she=g-i-k-i-a-t]     | შეუქიათ [she=u-k-i-a-t]        |
| I pl   |                                 | შეგიქივართ [she=g-i-k-i-var-t] | შევუქივართ [she=v-u-k-i-var-t] |                                   | შეგიქივართ [she=g-i-k-i-var-t] | შევუქივართ [she=v-u-k-i-var-t] |
| II pl  | შემიქიხართ [she=m-i-k-i-khar-t] |                                | შეუქიხართ [she=u-k-i-khar-t]   | შეგვიქიხართ [she=gv-i-k-i-khar-t] |                                | შეუქიხართ [she=u-k-i-khar-t]   |
| III pl | შემიქია [she=m-i-k-i-a]         | შეგიქია [she=g-i-k-i-a]        | შეუქია [she=u-k-i-a]           | შეგვიქია [she=gv-i-k-i-a]         | შეგიქიათ [she=g-i-k-i-a-t]     | შეუქიათ [she=u-k-i-a-t]        |

La tabella che segue mostra invece il perfetto di მოკლავს [mo=k'l-av-s] "ucciderà" (nella variante standard descritta in precedenza). In questo caso il suffisso tematico viene preservato e il modello di coniugazione è quello in -s. Sono evidenziati in grassetto il suffisso della III singolare -s e il morfema plurale -t (quest'ultimo solo nei casi in cui segnala la pluralità di OIS alla III persona).
|        | I s                                 | II s                               | III s                              | I pl                                  | II pl                              | III pl                             |
| ------ | ----------------------------------- | ---------------------------------- | ---------------------------------- | ------------------------------------- | ---------------------------------- | ---------------------------------- |
| I s    |                                     | მოგიკლავვარ [mo=g-i-k'l-av-var]    | მოვუკლავვარ [mo=v-u-k'l-av-var]    |                                       | მოგიკლავვართ [mo=g-i-k'l-av-var-t] | მოვუკლავვარ [mo=v-u-k'l-av-var]    |
| II s   | მომიკლავხარ [mo=m-i-k'l-av-khar]    |                                    | მოუკლავხარ [mo=u-k'l-av-khar]      | მოგვიკლავხარ [mo=gv-i-k'l-av-khar]    |                                    | მოუკლავხარ [mo=u-k'l-av-khar]      |
| III s  | მომიკლავს [mo=m-i-k'l-av-s]         | მოგიკლავს [mo=g-i-k'l-av-s]        | მოუკლავს [mo=u-k'l-av-s]           | მოგვიკლავს [mo=gv-i-k'l-av-s]         | მოგიკლავთ [mo=g-i-k'l-av-t]        | მოუკლავთ [mo=u-k'l-av-t]           |
| I pl   |                                     | მოგიკლავვართ [mo=g-i-k'l-av-var-t] | მოვუკლავვართ [mo=v-u-k'l-av-var-t] |                                       | მოგიკლავვართ [mo=g-i-k'l-av-var-t] | მოვუკლავვართ [mo=v-u-k'l-av-var-t] |
| II pl  | მომიკლავხართ [mo=m-i-k'l-av-khar-t] |                                    | მოუკლავხართ [mo=u-k'l-av-khar-t]   | მოგვიკლავხართ [mo=gv-i-k'l-av-khar-t] |                                    | მოუკლავხართ [mo=u-k'l-av-khar-t]   |
| III pl | მომიკლავს [mo=m-i-k'l-av-s]         | მოგიკლავს [mo=g-i-k'l-av-s]        | მოუკლავს [mo=u-k'l-av-s]           | მოგვიკლავს [mo=gv-i-k'l-av-s]         | მოგიკლავთ [mo=g-i-k'l-av-t]        | მოუკლავთ [mo=u-k'l-av-t]           |

### Piuccheperfetto
Nella quasi totalità dei casi, il tema del piuccheperfetto è costituito solo dal preverbo e dalla radice; quest'ultima è soggetta alle stesse alterazioni fonetiche a cui era soggetta nell'aoristo, questa volta al variare della persona di SOD. La singola eccezione a questa regola è costituita dai verbi in -eb a radice vocalica, che ritengono il suffisso tematico e gli fanno seguire il morfema -in (ad es. გაამზადებს [ga=a-mzad-eb-s] "preparerà" → გაემზადებინა [ga=e-mzad-eb-in-a]).
| Suff.tem.          | Tema                     |
| ------------------ | ------------------------ |
| -Ø/-ob/-am/-av/-i  | prev. = RADaor           |
| -eb (radice cons.) | prev. = RADaor           |
| -eb (radice voc.)  | prev. = RADaor + eb + in |

Gli argomenti sono marcati sul verbo come segue.
- OIS prende la serie e- di marcatori.
- SOD prende gli stessi circonfissi che prendeva SS nell'aoristo (deboli con -a, deboli con -o oppure forti).

In particolare, i verbi con piuccheperfetto in -eb-in prendono i circonfissi deboli con -a alla III singolare.
Anche in questo caso, per la regola sulla concordanza alla III plurale, la pluralità di SOD non è mai indicata sul verbo. La pluralità di OIS, invece, è indicata dal morfema -t, a meno che SOD non sia alla I/II singolare.
|                          | OIS                      | OIS           |          | SOD                     | SOD                     | SOD        | SOD      | SOD        |
| Verbo con aoristo debole | Verbo con aoristo debole | OIS           |          | Verbo con aoristo forte | Verbo con aoristo forte |            |          |            |
| Singolare                | Plurale                  | Singolare     | Plurale  | Singolare               | Plurale                 |            |          |            |
| ------------------------ | ------------------------ | ------------- | -------- | ----------------------- | ----------------------- | ---------- | -------- | ---------- |
| I                        | gm-e ⎯⎯⎯⎯                | gv-e ⎯⎯⎯⎯     |          | v ⎯⎯⎯⎯ e                | v ⎯⎯⎯⎯ e-t              |            | v ⎯⎯⎯⎯ i | v ⎯⎯⎯⎯ i-t |
| II                       | mg-e ⎯⎯⎯⎯                | vg-e ⎯⎯⎯⎯ t   | v ⎯⎯⎯⎯ e | v ⎯⎯⎯⎯ e-t              | v ⎯⎯⎯⎯ i                | v ⎯⎯⎯⎯ i-t |          |            |
| III                      | mg-e ⎯⎯⎯⎯                | gv-e ⎯⎯⎯⎯ (t) | ⎯⎯⎯⎯ a/o | ⎯⎯⎯⎯ a/o                | ⎯⎯⎯⎯ a                  | ⎯⎯⎯⎯ a     |          |            |

Se si trascura la concordanza alla III plurale, il piuccheperfetto è, ad eccezione del modello in -eb-in, formalmente identico a un'ipotetica forma relativa dell'aoristo che usi la serie e- (le vere forme relative dell'aoristo usano la serie h-, la serie u- o la serie a-). Ciò è evidente anche guardando la tabella seguente, che illustra il piuccheperfetto di მოკლავს [mo=k'l-av-s] "ucciderà". Trattandosi di un verbo a radice consonantica in -av, esso ha l'aoristo forte con epentesi di a nelle I e II persone. La stessa vocale epentetica compare quindi anche nel piuccheperfetto e nella tabella è evidenziata in grassetto, così come il morfema plurale -t (quest'ultimo è evidenziato solo nei casi in cui segnala la pluralità di OIS alla III persona).
|        | I s                         | II s                        | III s                       | I pl                          | II pl                       | III pl                      |
| ------ | --------------------------- | --------------------------- | --------------------------- | ----------------------------- | --------------------------- | --------------------------- |
| I s    |                             | მოგეკალი [mo=g-e-k'al-i]    | მოვეკალი [mo=v-e-k'al-i]    |                               | მოგეკალით [mo=g-e-k'al-i-t] | მოვეკალი [mo=v-e-k'al-i]    |
| II s   | მომეკალი [mo=m-e-k'al-i]    |                             | მოეკალი [mo=e-k'al-i]       | მოგვეკალი [mo=gv-e-k'al-i]    |                             | მოეკალი [mo=e-k'al-i]       |
| III s  | მომეკლა [mo=m-e-k'l-a]      | მოგეკლა [mo=g-e-k'l-a]      | მოეკლა [mo=e-k'l-a]         | მოგვეკლა [mo=gv-e-k'l-a]      | მოგეკლათ [mo=g-e-k'l-a-t]   | მოეკლათ [mo=e-k'l-a-t]      |
| I pl   |                             | მოგეკალით [mo=g-e-k'al-i-t] | მოვეკალით [mo=v-e-k'al-i-t] |                               | მოგეკალით [mo=g-e-k'al-i-t] | მოვეკალით [mo=v-e-k'al-i-t] |
| II pl  | მომეკალით [mo=m-e-k'al-i-t] |                             | მოეკალით [mo=e-k'al-i-t]    | მოგვეკალით [mo=gv-e-k'al-i-t] |                             | მოეკალით [mo=e-k'al-i-t]    |
| III pl | მომეკლა [mo=m-e-k'l-a]      | მოგეკლა [mo=g-e-k'l-a]      | მოეკლა [mo=e-k'l-a]         | მოგვეკლა [mo=gv-e-k'l-a]      | მოგეკლათ [mo=g-e-k'l-a-t]   | მოეკლათ [mo=e-k'l-a-t]      |

La tabella che segue invece mostra il modello in -eb-in tramite il piuccheperfetto di გააკეთებს [ga=a-k'et-eb-s] "farà". Il marcatore plurale -t è evidenziato secondo gli stessi criteri della tabella precedente.
|        | I s                                   | II s                                  | III s                                 | I pl                                    | II pl                                 | III pl                                |
| ------ | ------------------------------------- | ------------------------------------- | ------------------------------------- | --------------------------------------- | ------------------------------------- | ------------------------------------- |
| I s    |                                       | გაგეკეთებინე [ga=g-e-k'et-eb-in-e]    | გავეკეთებინე [ga=v-e-k'et-eb-in-e]    |                                         | გაგეკეთებინეთ [ga=g-e-k'et-eb-in-e-t] | გავეკეთებინე [ga=v-e-k'et-eb-in-e]    |
| II s   | გამეკეთებინე [ga=m-e-k'et-eb-in-e]    |                                       | გაეკეთებინე [ga=e-k'et-eb-in-e]       | გაგვეკეთებინე [ga=gv-e-k'et-eb-in-e]    |                                       | გაეკეთებინე [ga=e-k'et-eb-in-e]       |
| III s  | გამეკეთებინა [ga=m-e-k'et-eb-in-a]    | გაგეკეთებინა [ga=g-e-k'et-eb-in-a]    | გაეკეთებინა [ga=e-k'et-eb-in-a]       | გაგვეკეთებინა [ga=gv-e-k'et-eb-in-a]    | გაგეკეთებინათ [ga=g-e-k'et-eb-in-a-t] | გაეკეთებინათ [ga=e-k'et-eb-in-a-t]    |
| I pl   |                                       | გაგეკეთებინეთ [ga=g-e-k'et-eb-in-e-t] | გავეკეთებინეთ [ga=v-e-k'et-eb-in-e-t] |                                         | გაგეკეთებინეთ [ga=g-e-k'et-eb-in-e-t] | გავეკეთებინეთ [ga=v-e-k'et-eb-in-e-t] |
| II pl  | გამეკეთებინეთ [ga=m-e-k'et-eb-in-e-t] |                                       | გაეკეთებინეთ [she=e-k-eb-in-e-t]      | გაგვეკეთებინეთ [ga=gv-e-k'et-eb-in-e-t] |                                       | გაეკეთებინეთ [ga=e-k'et-eb-in-e-t]    |
| III pl | გამეკეთებინა [ga=m-e-k'et-eb-in-a]    | გაგეკეთებინა [ga=g-e-k'et-eb-in-a]    | გაეკეთებინა [ga=e-k'et-eb-in-a]       | გაგვეკეთებინა [ga=gv-e-k'et-eb-in-a]    | გაგეკეთებინათ [ga=g-e-k-eb-in-a-t]    | გაეკეთებინათ [ga=e-k'et-eb-in-a-t]    |

## Forme indefinite
Le forme indefinite si ottengono dal tema del presente o del futuro. A questo viene sempre tolta la vocale preradicale (talvolta anche il suffisso tematico) e vengono aggiunti dei circonfissi derivativi, come descritto nella tabella che segue.
| Participio: | Circonfissi                              |
| ----------- | ---------------------------------------- |
| Attivo      | m/ma ⎯⎯⎯⎯ m/ma ⎯⎯⎯⎯ el m/ma ⎯⎯⎯⎯ ar/al   |
| Futuro      | sa ⎯⎯⎯⎯ sa ⎯⎯⎯⎯ el                       |
| Perfetto    | m ⎯⎯⎯⎯ il m ⎯⎯⎯⎯ ul m ⎯⎯⎯⎯ ar/al na ⎯⎯⎯⎯ |
| Privativo   | u ⎯⎯⎯⎯ u ⎯⎯⎯⎯ el u-m ⎯⎯⎯⎯ ar/al          |
| Masdar      | m ⎯⎯⎯⎯ a                                 |

Tutte le componenti prefissali si pongono tra il preverbo e la radice; tutte quelle suffissali si pongono dopo il suffisso tematico.
Il masdar segue regolarmente la declinazione troncante dei sostantivi in -a. I participi si comportano come aggettivi con tema in consonante; quando sono sostantivati, la vocale dei suffissi -el/-ar/-al può subire o non subire sincope.
Nel caso dei participi la scelta del circonfisso non è sempre prevedibile. Può accadere anche che un verbo abbia più varianti di uno stesso participio, ottenute utilizzando circonfissi diversi (ad es. დაბეჭდავს [da=bech'd-av-s] "stamperà" → p.att. დამბეჭდავი [da=m-bech'd-av-i]) oppure დამბეჭდველი [da=m-bech'd-v-el-i]).

### Masdar
Il masdar può essere formato sia dal tema del presente che da quello del futuro (può quindi non avere o avere il preverbo). La differenza fra le due forme è di tipo aspettuale: la prima è imperfettiva, la seconda è perfettiva.
In entrambi i casi il morfema distintivo è il suffisso -a. Ad esempio il verbo ააშენებს [a=a-shen-eb-s] "costruirà" dà le forme შენება [shen-eb-a] "costruzione" e აშენება [a=shen-eb-a] "(completamento della) costruzione".
Il suff.tem. -i viene eliminato (ad es. გადათარგმნის [gada=targmn-i-s] "tradurrà" → (გადა)თარგმნა [(gada=)targmn-Ø-a] "traduzione"). I suffissi -am e -av subiscono la sincope della a (ad es. დახატავს [da=khat'-av-s] "dipingerà" → (და)ხატვა [(da=)khat'-Ø-v-a] "dipingere").
| Suff.tem. | Masdar                        |
| --------- | ----------------------------- |
| -eb/-ob   | (prev. =) RAD + suff.tem. + a |
| -Ø/-i     | (prev. =) RAD + a             |
| -am       | (prev. =) RAD + m + a         |
| -av       | (prev. =) RAD + v + a         |

La formazione del masdar dei causativi segue le stesse regole. I deverbali si comportano come i verbi base in -eb, ritenendo il marcatore causativo -(ev-)in (ad es. დააწერინებს [da=a-ts'er-in-eb-s] "farà scrivere qcs. a qcn." → დაწერინება [da=ts'er-in-eb-a]).

### Participio perfetto
I morfemi distintivi del participio perfetto sono i suffissi -il e -ul, che vengono aggiunti al tema del futuro. Raramente è utilizzato anche il circonfisso m ⎯⎯⎯⎯ ar (con il suffisso dissimilato ad -al se è presente una r nella radice). L'uso di tali morfemi avviene secondo le regole che seguono.
- Se il verbo è radicale, prende quasi sempre il suffisso -il (ad es. დაწერს [da=ts'er-s] "scriverà" → დაწერილი [da=ts'er-il-i]). L'unica eccezione è costituita dai radicali in -ev, che prendono -ul con caduta della v finale della radice (ad es. დაანგრევს [da=a-ngrev-s] "demolirà" → დანგრეული [da=ngre-ul-i]).
- Se il verbo è in -eb, prende il suffisso -ul conservando il suff.tem. (ad es. ააშენებს [a=a-shen-eb-s] "costruirà" → აშენებული [a-shen-eb-ul-i]).
- Se il verbo è in -ob, la scelta del morfema dipende dal tipo di formazione del corrispondente di 2ª classe (si veda Verbi georgiani di 2ᵃ classe#Tipi derivazionali: passivi sintetici).
  - Se il corrispondente è iniani, il participio prende il suffisso -il conservando il suff.tem. (ad es. მოსპობს [mo=sp'-ob-s] "distruggerà", forma di 2ª classe მოისპობა [mo=i-sp'-ob-a] → მოსპობილი [mo=sp'-ob-il-i]).
  - Se il corrispondente è senza marcatura, il participio prende il circonfisso m ⎯⎯⎯⎯ ar(/al), con perdita del suff.tem. (ad es. გაათბობს [ga=a-tb-ob-s] "riscalderà", forma di 2ª classe გათბება [ga=tb-eb-a] → გამთბარი [ga=m-tb-ar-i]).
- Se il verbo è in -am, prende il suffisso -ul con sincope della a del suff.tem. (ad es. დადგამს [da=dg-am-s] "metterà in posizione eretta" → დადგმული [da=dg-m-ul-i]).
- Se il verbo è in -av, perde sempre il suff.tem. Il suffisso è -il se nella radice è presente la vocale e o la vocale o (ad es. დაბეჭდავს [da=bech'd-av-s] "stamperà" → დაბეჭდილი [da=bech'd-il-i]), -ul altrimenti (ad es. დამარხავს [da=markh-av-s] "seppellirà" → დამარხული [da=markh-ul-i]).
- Se il verbo è in -i, prende il suffisso -il con perdita del suff.tem. (ad es. გაგზავნის [ga=gzavn-i-s] "manderà" → გაგზავნილი [ga=gzavn-il-i]).

| Suff.tem. | Caratteristiche      | Participio perfetto           |
| --------- | -------------------- | ----------------------------- |
| -Ø        | Radice in -ev        | prev. = RAD* + ul + i         |
| -Ø        | Altri casi           | prev. = RAD + il + i          |
| -eb       |                      | prev. = RAD + eb + ul + i     |
| -ob       | con 2ª classe iniani | prev. = RAD + ob + il + i     |
| -ob       | con 2ª classe s.m.   | prev. = m + RAD + ar/(al) + i |
| -am       |                      | prev. = RAD + m + ul + i      |
| -av       | Vocale radicale e/o  | prev. = RAD + il + i          |
| -av       | Altri casi           | prev. = RAD + ul + i          |
| -i        |                      | prev. = RAD + il + i          |

(*Con caduta della v di -ev.)
In alternativa alle formazioni appena illustrate ne esiste anche una più arcaica, tipica della lingua letteraria. La marca distintiva è il prefisso na-, aggiunto anch'esso al tema del futuro (ad es. დაწერს [da=ts'er-s] "scriverà" → დანაწერი [da=na-ts'er-i]). Il suffisso tematico viene conservato, eccetto che per -i (ad es. გაგზავნის [ga=gzavn-i-s] "manderà" → განაგზავნი [ga=na-gzavn-Ø-i]) e per -av se il verbo è a radice vocalica (ad es. დაბეჭდავს [da=bech'd-av-s] "stamperà" → დანაბეჭდი [da=na-bech'd-Ø-i], ma მოკლავს [mo=k'l-av-s] "ucciderà" → მონაკლავი [mo=na-k'l-av-i]).

### Altri participi
La formazione degli altri tre participi è meno sistematica. Tutti e tre hanno come morfema distintivo un prefisso: m- o ma- per il participio attivo, sa- per quello futuro, u- per quello privativo. 
Oltre al prefisso, tutti e tre i participi possono prendere anche il suffisso -el; il participio attivo può prendere anche -ar/-al.
- Se il participio è suffissale, i suffissi tematici -am e -av subiscono la sincope della a e il suffisso tematico -i viene eliminato.[19]
- Se il participio è asuffissale, il suffisso tematico -i viene eliminato, mentre -av viene eliminato solo in pochi participi futuri (ad es. დაბეჭდავს [da=bech'd-av-s] "stamperà" → დასაბეჭდი [da=sa-bech'd-Ø-i]);[20] tutti gli altri suffissi tematici vengono conservati.[21]

I verbi in -ob che formano il participio perfetto con il circonfisso m ⎯⎯⎯⎯ ar(/al) possono costruire il participio privativo anteponendo la u- al marcatore m- del participio perfetto, in alternativa alla formazione regolare (ad es. გაათბობს [ga=a-tb-ob-s] "riscalderà" → გაუმთბარი [ga=u-m-tb-ar-i] vs. გაუთბობელი [ga=u-tb-ob-el-i]).

## Particolarità ed eccezioni

### Formazioni anomale del futuro
In un piccolo numero di verbi di 1ᵃ classe la distinzione tra tema del futuro e tema del presente non si ottiene per mezzo del preverbo.
Un caso significativo è quello dei verbi a radice in -ulob/-ilob, che a livello diacronico sono ottenuti dal participio perfetto con l'aggiunta del suff.tem. -ob. Essi formano il futuro perdendo il suffisso -ulob/-ilob, aggiungendo la vocale preradicale i- e poi uno dei suffissi tematici:
- -av (ad es. კითხულობს [k'itkh(-)ul(-)ob-s] "legge" → იკითხავს [i-k'itkh-av-s]);
- -i (ad es. ყიდულობს [q'id(-)ul(-)ob-s] "compra" → იყიდის [i-q'id-i-s]);
- -eb (ad es. ლოცულობს [lots(-)ul(-)ob-s] "prega" → ილოცებს [i-lots-eb-s]).

A questa famiglia si assimila anche il verbo სწავლობს [sts'avl-ob-s] "studia" → ისწავლის [i-sts'avl-i-s].
Sebbene abbiano OD obbligatorio e si comportino come transitivi sotto tutti gli aspetti, i verbi in -ulob/-ilob vengono spesso classificati come verbi di 3ᵃ classe per motivi morfologici (assenza di preverbo, aggiunta di vocale preradicale i-).
Un altro caso di formazione anomala del futuro è dato dai verbi suppletivi, che cioè usano radici diverse in screeve diversi. Due esempi ad alta frequenza sono ხედავს [khed-av-s] "vede" → ნახავს [nakh-av-s] e სვამს [sv-am-s] "beve" → დალევს [da=lev-s] (si veda anche la sezione #Verbi irregolari).
Sia i verbi in -ilob/-ulob che i suppletivi formano il perfetto regolarmente a partire dal tema del futuro. Le voci del perfetto dei verbi elencati sopra sono, rispettivamente, უკითხავს [u-k'itkh-av-s], უყიდია [u-q'id-i-a], ულოცია [u-lots-i-a] e უსწავლია [u-sts'avl-i-a]; უნახავს [u-nakh-av-s] e დაულევია [da=u-lev-i-a].

### Imperativi troncati
Nella lingua parlata un certo numero di verbi di 1ᵃ classe hanno una forma "troncata" di imperativo, alternativa a quella regolare. Il troncamento coinvolge tipicamente l'ultima sillaba della forma regolare, come illustrato nella tabella seguente.
| Lemma                                                   | Imperativo regolare                      | Imperativo troncato              | Significato        |
| ------------------------------------------------------- | ---------------------------------------- | -------------------------------- | ------------------ |
| და-/ჩადებს [da=/cha=deb-s] "metterà giù qcs."           | დადევი! [da=dev-i] ჩადევი! [cha=dev-i]   | დადე! [da=deØ] ჩადე! [cha=deØ]   | "metti giù!"       |
| მისცემს [mi=s-tsem-s] "darà qcs. a qcn."1               | მომეცი [mo=m-e-ts-i]                     | მომე! [mo=m-eØ]                  | "dammi!"           |
| მისცემს [mi=s-tsem-s] "darà qcs. a qcn."1               | მიეცი! [mi=e-ts-i]                       | მიე! [mi=eØ]                     | "dagli!"           |
| მოიტანს [mo=i-t'an-s] "porterà qcs."2                   | მოიტანე! [mo=i-t'an-e]                   | მოიტა! [mo=i-t'aØ]               | "porta!"           |
| შე-/დახედავს [she=/da=khed-av-s] "guarderà qcs."        | შეხედე! [she=khed-e] დახედე! [da=khed-e] | შეხე! [she=kheØ] დახე! [da=kheØ] | "guarda!"          |
| დააცლის [da=a-tsl-i-s] "darà tempo a qcn. di fare qcs." | დამაცალე! [da=m-a-tsal-e]                | დამაცა! [da=m-a-tsaØ]            | "dammi un attimo!" |
| დააცლის [da=a-tsl-i-s] "darà tempo a qcn. di fare qcs." | დაგვაცალე! [da=gv-a-tsal-e]              | დაგვაცა! [da=gv-a-tsaØ]          | "dacci un attimo!" |
| დაიჭერს [da=i-ch'er-s] "prenderà qcs."                  | დაიჭირე! [da=i-ch'ir-e]                  | დაიჭი! [da=i-ch'iØ]              | "prendi!"          |

1 Si veda #Il verbo "dare".
2 Si veda anche Verbi georgiani di 4ᵃ classe#Il verbo di possesso inanimato.

### Suffisso tematico-op
Alla 1ª classe appartiene il verbo გაყოფს [ga=q'-op-s] "dividerà", l'unico verbo georgiano con suffisso tematico -op. H.Vogt considera tale suffisso una variante di -ob ottenuta per desonorizzazione finale; il comportamento dei due suffissi nel corso della coniugazione, in effetti, è quasi identico.
La radice del verbo è -q'v-, che si riduce a -q'- ogni volta che è seguita dal suono o.
- Il presente è ყოფს [q'-op-s], da cui si ricavano regolarmente l'imperfetto ყოფდა [q'-op-d-a] e il congiuntivo presente ყოფდეს [q'-op-d-e-s]; gli screeve della sottoserie del futuro si ricavano regolarmente aggiungendo il preverbo.
- La serie II prevede l'epentesi di a nelle I e II persone dell'aoristo.[31] I circonfissi dell'aoristo sono forti, ma con la III singolare in -o (come nei verbi in -ob a radice consonantica), dando გაყო [ga=q'-o]. L'ottativo prende invece i circonfissi deboli, dando გაყოს [ga=q'-o-s].

|     | Singolare | Singolare             | Plurale    | Plurale                  |
| --- | --------- | --------------------- | ---------- | ------------------------ |
| I   | v ⎯⎯⎯⎯ i  | გავყავი [ga=v-q'av-i] | v ⎯⎯⎯⎯ i-t | გავყავით [ga=v-q'av-i-t] |
| II  | v ⎯⎯⎯⎯ i  | გაყავი [ga=q'av-i]    | v ⎯⎯⎯⎯ i-t | გაყავით [ga=q'av-i-t]    |
| III | v ⎯⎯⎯⎯ o  | გაყო [ga=q'-o]        | v ⎯⎯⎯⎯ es  | გაყვეს [ga=q'v-es]       |

- Al perfetto il suffisso tematico viene eliminato (di nuovo, come nei verbi in -ob a radice consonantica), dando გაუყვია [ga=u-q'v-i-a]; il piuccheperfetto è regolarmente გაეყო [ga=e-q'-o].

Il paradigma completo del verbo, comprensivo delle forme indefinite, è illustrato nella tabella che segue.
|           | Screeve                | Screeve                | Screeve                   |                                 | Participi                   | Participi |
| Serie I   | Presente               | Imperfetto             | Cong. presente            | Attivo                          | Futuro                      |           |
| --------- | ---------------------- | ---------------------- | ------------------------- | ------------------------------- | --------------------------- | --------- |
| Serie I   | ყოფს [q'-op-s]         | ყოფდა [q'-op-d-a]      | ყოფდეს [q'-op-d-e-s]      | გამყოფ(ელ)ი [ga=m-q'-op(-el)-i] | გასაყოფი [ga=sa-q'-op-i]    |           |
| Serie I   | Futuro                 | Condizionale           | Cong. futuro              | Perfetto                        | Privativo                   |           |
| Serie I   | გაყოფს [ga=q'-op-s]    | გაყოფდა [ga=q'-op-d-a] | გაყოფდეს [ga=q'-op-d-e-s] | გაყოფილი [ga=q'-op-il-i]        | გაუყოფელი [ga=u-q'-op-el-i] |           |
| Serie II  |                        | Aoristo                | Ottativo                  | Masdar                          | Masdar                      |           |
| Serie II  | გაყო [ga=q'-o]         | გაყოს [ga=q'-o-s]      | გაყოფა [ga=q'-op-a]       | გაყოფა [ga=q'-op-a]             |                             |           |
| Serie III |                        | Perfetto               | Piuccheperfetto           |                                 |                             |           |
| Serie III | გაუყვია [ga=u-q'v-i-a] | გაეყო [ga=e-q'-o]      |                           |                                 |                             |           |

Le forme relative della serie II senza il preverbo (ossia: aor. უყო [u-q'-o], ott. უყოს [u-q'-o-s]) sono confluite nel paradigma di უზამს [u-zam-s] "farà qcs. a qcn." (si veda oltre #Il verbo "fare"). Le forme della serie II senza il preverbo ma con vocale preradicale i- fanno invece parte del paradigma di იქნება [i-kn-eb-a] "sarà" (si veda Verbi georgiani di 2ᵃ classe#Il verbo "essere").

### Serie II senza preverbo
Con i verbi di 1ª classe avviene, sebbene raramente, di incontrare forme della serie II senza preverbo, cioè aoristi, ottativi e imperativi "imperfettivi". In generale la sfumatura semantica è quella di un'azione che non raggiunge la sua naturale conclusione o che è stata tentata e ripetuta un certo numero di volte. La frase che segue mostra il contrasto fra l'aoristo senza e con preverbo:
ბევრჯერ წერა, მაგრამ ვერ დაწერა
[bevrjer Ø=ts'er-a, magram ver da=ts'er-a]
spesso egli-scrisse-lo-AOR(IMPF)1, ma non-potere egli-scrisse-lo-AOR1
Spesso si metteva a scrivere, ma non riusciva a finire di scrivere.
L'ottativo "imperfettivo" è impiegato anche in affermazioni universali e gnomiche, come ad esempio
მიმაჩნია, რომ ყველამ თავისი საქმე უნდა აკეთოს
[mi=m-a-chn-i-a, rom q'velam tavisi sakme unda Ø=a-k'et-o-s]
egli-sembra-mi-PRES4, che tutti-ERG proprio affare-NOM bisogna egli-faccia-lo-OTT(IMPF)1
"Reputo che ciascuno debba farsi gli affari suoi".

## Verbi irregolari
Alla 1ᵃ classe appartengono quattro importanti verbi irregolari:
- მისცემს [mi=s-tsem-s] "darà";
- იტყვის [i-t'q'v-i-s] "dirà";
- იზამს [i-zam-s] "farà";
- იცის [i-ts-i-s] "conosce".

I primi tre sono fortemente suppletivi, facendo uso di tre o più radici diverse nel loro paradigma, e in alcuni screeve si coniugano come verbi di 2ᵃ classe; la sintassi, tuttavia, è sempre quella della 1ᵃ classe. Diverso è il caso del quarto verbo, che presenta sia una coniugazione che una sintassi anomala.

### Il verbo "dare"
Il verbo "dare" è trivalente ("dare qcs. a qcn."), quindi relativo, e utilizza tre radici diverse: -dzlev- nella sottoserie del presente, -tsem- in quella del futuro e -ts- nella serie della aoristo e del perfetto.
- Il presente è აძლევს [a-dzlev-s], da cui si ricavano regolarmente l'imperfetto აძლევდა [a-dzlev-d-a] e il congiuntivo presente აძლევდეს [a-dzlev-d-e-s]. L'OI è marcato dalla serie a-.
- Il futuro è მისცემს [mi=s-tsem-s], da cui si ricavano regolarmente il condizionale მისცემდა [mi=s-tsem-d-a] e il congiuntivo futuro მისცემდეს [mi=s-tsem-d-e-s]. In questo caso l'OI è marcato dalla serie h-, che induce l'alternanza fra i preverbi mo- e mi-.
- L'aoristo მისცა [mi=s-ts-a] presenta l'aggiunta di una e- epentetica prima della radice quando S è alla I o alla II persona. D'altra parte, l'OI è indicato con la serie h-, di conseguenza il prefisso di III persona è Ø- quando è presente la e- epentetica e s- altrimenti; anche in questo caso si alternano i preverbi mi- e mo-. La tabella che segue illustra tutte le possibili combinazioni polipersonali, evidenziando in grassetto la e- epentetica e il prefisso di III persona s-.

|        | I s                    | II s                   | III s                  | I pl                     | II pl                  | III pl                 |
| ------ | ---------------------- | ---------------------- | ---------------------- | ------------------------ | ---------------------- | ---------------------- |
| I s    |                        | მოგეცი [mo=g-ets-i]    | მივეცი [mi=v-ets-i]    |                          | მოგეცით [mo=g-ets-i-t] | მივეცი [mi=v-ets-i]    |
| II s   | მომეცი [mo=m-ets-i]    |                        | მიეცი [mi=ets-i]       | მოგვეცი [mo=gv-ets-i]    |                        | მიეცი [mi=ets-i]       |
| III s  | მომცა [mo=m-ts-a]      | მოგცა [mo=g-ts-a]      | მისცა [mi=s-ts-a]      | მოგვცა [mo=gv-ts-a]      | მოგცათ [mo=g-ts-a-t]   | მისცა [mi=s-ts-a]      |
| I pl   |                        | მოგეცით [mo=g-ets-i-t] | მივეცით [mi=v-ets-i-t] |                          | მოგეცით [mo=g-ets-i-t] | მივეცით [mi=v-ets-i-t] |
| II pl  | მომეცით [mo=m-ets-i-t] |                        | მიეცით [mi=ets-i-t]    | მოგვეცით [mo=gv-ets-i-t] |                        | მიეცით [mi=ets-i-t]    |
| III pl | მომცეს [mo=m-ts-es]    | მოგცეს [mo=g-ts-es]    | მისცეს [mi=s-ts-es]    | მოგვცეს [mo=gv-ts-es]    | მოგცეს [mo=g-ts-es]    | მისცეს [mi=s-ts-es]    |

- L'ottativo მისცეს [mi=s-ts-e-s] si basa regolarmente sulla radice della III singolare dell'aoristo ed è quindi privo di epentesi. In compenso i circonfissi dello screeve sono anomali: anziché -o o -a, come nell'ottativo debole e forte rispettivamente, il marcatore dello screeve è -e. Ne risultano le terminazioni -e(-t) alla I e II persona, -e-s alla III s e -e-n alla III pl. Si tratta dell'unico verbo di 1ᵃ classe con questi suffissi.[37] L'OI è indicato dalla serie h- con i preverbi mo-/mi-. La tabella che segue mostra le voci con l'OI alla III persona.

|     | Singolare  | Singolare            | Plurale    | Plurale              |
| --- | ---------- | -------------------- | ---------- | -------------------- |
| I   | v ⎯⎯⎯⎯ e   | მივცე [mi=v-ts-e]    | v ⎯⎯⎯⎯ e-t | მივცეთ [mi=v-ts-e-t] |
| II  | v ⎯⎯⎯⎯ e   | მისცე [mi=s-ts-e]    | v ⎯⎯⎯⎯ e-t | მისცეთ [mi=s-ts-e-t] |
| III | v ⎯⎯⎯⎯ e-s | მისცეს [mi=s-ts-e-s] | v ⎯⎯⎯⎯ e-n | მისცენ [mi=s-ts-e-n] |

- Il perfetto è მიუცია [mi=u-ts-i-a] (formato irregolarmente dalla radice dell'aoristo e non da quella del futuro)[38] e il piuccheperfetto è მიეცა [mi=e-ts-a]. Si coniugano regolarmente e presentano sempre l'alternanza frai preverbi mi- e mo-, a seconda della persona di OIS.

Il paradigma completo del verbo, comprensivo delle forme indefinite, è illustrato nella tabella che segue.
|           | Screeve                              | Screeve                           | Screeve                     |                         | Participi                  | Participi |
| Serie I   | Presente                             | Imperfetto                        | Cong. presente              | Attivo                  | Futuro                     |           |
| --------- | ------------------------------------ | --------------------------------- | --------------------------- | ----------------------- | -------------------------- | --------- |
| Serie I   | აძლევს [a-dzlev-s]                   | აძლევდა [a-dzlev-d-a]             | აძლევდეს [a-dzlev-d-e-s]    | მომცემი [mo=m-tsem-i]   | მოსაცემი [mo=sa-tsem-i]    |           |
| Serie I   | Futuro                               | Condizionale                      | Cong. futuro                | Perfetto                | Privativo                  |           |
| Serie I   | მისცემს [mi=s-ts-em-s]               | მისცემდა [mi=s-tsem-d-a]          | მისცემდეს [mi=s-tsem-d-e-s] | მოცემული [mo=tsem-ul-i] | მოუცემელი [mo-u-tsem-ul-i] |           |
| Serie II  |                                      | Aoristo                           | Ottativo                    | Masdar                  | Masdar                     |           |
| Serie II  | მისცა [mi=s-ts-a]                    | მისცეს [mi=s-ts-e-s]              | მიცემა [mi=tsem-a]          | მიცემა [mi=tsem-a]      |                            |           |
| Serie III |                                      | Perfetto                          | Piuccheperfetto             |                         |                            |           |
| Serie III | მიუცია + -თვის [mi=u-ts-i-a + -tvis] | მიეცა + -თვის [mi=e-ts-a + -tvis] |                             |                         |                            |           |

### Il verbo "dire"
Il verbo "dire" si presenta in due varianti: una bivalente, senza OI iniziale ("dire qcs."), e una trivalente, con OI iniziale ("dire qcs. a qcn."). Nel significato bivalente sono utilizzate tre radici diverse: -amb- nella sottoserie del presente, -t'q'v- in quella del futuro e -tkv- nella serie dell'aoristo e del perfetto, quest'ultima con suff.tem. -am. Il suppletivismo del verbo si manifesta anche nella costruzione delle forme trivalenti (relative), che fanno uso di due ulteriori radici: -ubn- nella sottoserie del presente e -tkhr- nella serie dell'aoristo. Alcune di queste radici si coniugano seguendo il modello di altre classi verbali.
- Il presente bivalente è ამბობს [amb-ob-s], da cui si ricavano regolarmente l'imperfetto ამბობდა [amb-ob-d-a] e il congiuntivo presente ამბობდეს [amb-ob-d-es]. Alle forme trivalenti attese უამბობს [u-amb-ob-s], უამბობდა [u-amb-ob-d-a] e უამბობდეს [u-amb-ob-d-e-s] si aggiungono quelle ricavate dalla radice -ubn, che seguono la coniugazione formale di un verbo di 2ᵃ classe iniani relativo, cioè con l'OI marcato dalla serie e-: ეუბნება [e-ubn-eb-a], ეუბნებოდა [e-ubn-eb-od-a] e ეუბნებოდეს [e-ubn-eb-od-es] rispettivamente.[44]
- Il futuro, il condizionale e il congiuntivo futuro bivalenti sono rispettivamente იტყვის [i-t'q'v-i-s], იტყოდა [i-t'q'-od-a] e იტყოდეს [i-t'q'-od-es]. Questo tipo di coniugazione, che prevede il marcatore dell'imperfetto -od e la caduta del suff.tem. -i (oltre che della -v della radice), è formalmente identico a quello della serie I di 3ᵃ classe. In realtà si tratta di un verbo iniani con formazione arcaica in -i-s (si veda Verbi georgiani di 2ᵃ classe#Presente e futuro arcaici),[45] come si vede anche dal fatto che le corrispondenti forme relative prendono la serie e-: ეტყვის [e-t'q'v-i-s], ეტყოდა [e-t'q'-od-a] e ეტყოდეს [e-t'q'-od-e-s] rispettivamente.
- L'aoristo e l'ottativo bivalenti sono rispettivamente თქვა [tkv-a] e თქვას [tkv-a-s]. Si tratta della coniugazione regolare di un'ipotetica forma *თქვამს [tkv-am-s],[46] con i circonfissi forti. L'aoristo trivalente è invece უთხრა [u-tkhr-a], con l'OI indicato dalla serie u-, i circonfissi forti e l'epentesi di -a- nelle I e II persone: (ვ)უთხარი(თ) [(v-)u-tkhar-i(-t)]. L'ottativo trivalente è უთხრას [u-tkhr-a-s].
- Il perfetto უთქვამს [u-tkv-am-s] e il piuccheperfetto ეთქვა [e-tkv-a] sono anch'essi derivati regolarmente da un'ipotetica forma *თქვამს [tkv-am-s].

|           | Forme bivalenti      | Forme bivalenti      | Forme bivalenti                         |                                   | Forme trivalenti          | Forme trivalenti             | Forme trivalenti |
| Serie I   | Presente             | Imperfetto           | Cong. presente                          | Presente                          | Imperfetto                | Cong. presente               |                  |
| --------- | -------------------- | -------------------- | --------------------------------------- | --------------------------------- | ------------------------- | ---------------------------- | ---------------- |
| Serie I   | ამბობს [amb-ob-s]    | ამბობდა [amb-ob-d-a] | ამბობდეს [amb-ob-d-e-s]                 | ეუბნება [e-ubn-eb-a]              | ეუბნებოდა [e-ubn-eb-od-a] | ეუბნებოდეს [e-ubn-eb-od-e-s] |                  |
| Serie I   | Futuro               | Condizionale         | Cong. futuro                            | Futuro                            | Condizionale              | Cong. futuro                 |                  |
| Serie I   | იტყვის [i-t'q'v-i-s] | იტყოდა [i-t'q'-od-a] | იტყოდეს [i-t'q'-od-e-s]                 | ეტყვის [e-t'q'v-i-s]              | ეტყოდა [e-t'q'-od-a]      | ეტყოდეს [e-t'q'-od-e-s]      |                  |
| Serie II  |                      | Aoristo              | Ottativo                                |                                   | Aoristo                   | Ottativo                     |                  |
| Serie II  | თქვა [tkv-a]         | თქვას [tkv-a-s]      | უთხრა [u-tkhr-a]                        | უთხრას [u-tkhr-a-s]               |                           |                              |                  |
| Serie III |                      | Perfetto             | Piuccheperfetto                         |                                   | Perfetto                  | Piuccheperfetto              |                  |
| Serie III | უთქვამს [u-tkv-am-s] | ეთქვა [e-tkv-a]      | (უთქვამს + -თვის) [mi=u-ts-i-a + -tvis] | (ეთქვა + -თვის) [e-tkv-a + -tvis] |                           |                              |                  |

Le forme indefinite sono ricavate tutte dalla radice -tkv- e sono illustrate nella tabella che segue.
| Participi                                  | Participi              | Masdar       |
| Attivo                                     | Futuro                 | Masdar       |
| ------------------------------------------ | ---------------------- | ------------ |
| მთქმელი [m-tkm-el-i]                       | სათქმელი [sa-tkm-el-i] | თქმა [tkm-a] |
| Perfetto                                   | Privativo              |              |
| თქმული, ნათქვამი [tkm-ul-i], [na-tkv-am-i] | უთქმელი [u-tkm-el-i]   |              |

In alternativa al verbo suppletivo "dire" illustrato in questa sezione, nella variante trivalente il georgiano utilizza anche il sinonimo მოუყვება [mo=u-q'v-eb-a]. La coniugazione è quella di un verbo di 2ᵃ classe (aor. მოუყვა [mo=u-q'v-a], pf. მოჰყოლია [mo=h-q'ol-i-a]), ma la sintassi è anomala. È possibile che segua quella di 1ᵃ classe, o che segua quella di 2ᵃ classe ma con due oggetti al DAT in tutte le serie (si veda Verbi georgiani#Transitivi di 2ª classe).

### Il verbo "fare"
Anche il verbo "fare" esiste sia in una forma bivalente ("fare qcs.") che in una trivalente ("fare qcs. a qcn."). Nel primo senso fa uso di tre radici diverse: -shvr- nella sottoserie del presente, -zam- in quella del futuro e -kn- nella serie della aoristo e del perfetto. A queste si aggiunge la radice -q'v- nella serie II della variante trivalente, la stessa della serie II del verbo "essere".
- Il presente შვრება [shvr-eb-a] si coniuga con un verbo di 2ᵃ classe del tipo senza marcatura, con imperfetto შვრებოდა [shvr-eb-od-a] e condizionale შვრებოდეს [shvr-eb-od-e-s]. La variante trivalente prende la serie u-.
- Il futuro იზამს [i-zam-s] si coniuga regolarmente come un verbo di 1ᵃ classe, con condizionale იზამდა [i-zam-d-a] e congiuntivo futuro იზამდეს [i-zam-d-e-s]. Anche in questo caso la variante trivalente prende la serie u-.
- L'aoristo bivalente ქნა [kn-a] segue il modello dei verbi con suff.tem. -i, con circonfissi forti e epentesi di e nelle I e II persone: (ვ)ქენი(თ) [(v-)ken-i(-t)]; l'ottativo è regolarmente ქნას [kn-a-s]. La serie II della forma trivalente si basa invece sulla radice -q'v-, con epentesi di a nelle I e II persone dell'aoristo. I circonfissi dell'aoristo sono forti, ma la III singolare prende eccezionalmente il suffisso -o; l'ottativo ha invece i circonfissi deboli. La v della radice cade davanti al suono o della III singolare dell'aoristo e di tutte le persone dell'ottativo[31] (questo modello di coniugazione è lo stesso del verbo გაყოფს [ga=q'-op-s] "dividerà", si veda sopra #Suffisso tematico ''-op''). Ne risultano quindi l'aoristo უყო [u-q'-o] e l'ottativo უყოს [u-q'-o-s], con l'OI marcato in entrambi i casi con la serie u-.

|     | Singolare | Singolare           | Plurale    | Plurale                |
| --- | --------- | ------------------- | ---------- | ---------------------- |
| I   | v ⎯⎯⎯⎯ i  | ვუყავი [v-u-q'av-i] | v ⎯⎯⎯⎯ i-t | ვუყავით [v-u-q'av-i-t] |
| II  | v ⎯⎯⎯⎯ i  | უყავი [u-q'av-i]    | v ⎯⎯⎯⎯ i-t | უყავით [u-q'av-i-t]    |
| III | v ⎯⎯⎯⎯ o  | უყო [u-q'-o]        | v ⎯⎯⎯⎯ es  | უყვეს [u-q'v-es]       |

- Il perfetto უქნია [u-kn-i-a] e il piuccheperfetto ექნა [e-kn-a] sono entrambi derivati dalla radice dell'aoristo e sono declinati regolarmente.

|           | Forme bivalenti    | Forme bivalenti         | Forme bivalenti                    |                                 | Forme trivalenti           | Forme trivalenti              | Forme trivalenti |
| Serie I   | Presente           | Imperfetto              | Cong. presente                     | Presente                        | Imperfetto                 | Cong. presente                |                  |
| --------- | ------------------ | ----------------------- | ---------------------------------- | ------------------------------- | -------------------------- | ----------------------------- | ---------------- |
| Serie I   | შვრება [shvr-eb-a] | შვრებოდა [shvr-eb-od-a] | შვრებოდეს [shvr-eb-od-e-s]         | უშვრება [u-shvr-eb-a]           | უშვრებოდა [u-shvr-eb-od-a] | უშვრებოდეს [u-shvr-eb-od-e-s] |                  |
| Serie I   | Futuro             | Condizionale            | Cong. futuro                       | Futuro                          | Condizionale               | Cong. futuro                  |                  |
| Serie I   | იზამს [i-zam-s]    | იზამდა [i-zam-d-a]      | იზამდეს [i-zam-d-e-s]              | უზამს [u-zam-s]                 | უზამდა [u-zam-d-a]         | უზამდეს [u-zam-d-e-s]         |                  |
| Serie II  |                    | Aoristo                 | Ottativo                           |                                 | Aoristo                    | Ottativo                      |                  |
| Serie II  | ქნა [kn-a]         | ქნას [kn-a-s]           | უყო [u-q'-o]                       | უყოს [u-q'-o-s]                 |                            |                               |                  |
| Serie III |                    | Perfetto                | Piuccheperfetto                    |                                 | Perfetto                   | Piuccheperfetto               |                  |
| Serie III | უქნია [u-kn-i-a]   | ექნა [e-kn-a]           | (უქნია + -თვის) [u-kn-i-a + -tvis] | (ექნა + -თვის) [e-kn-a + -tvis] |                            |                               |                  |

Le forme indefinite sono ricavate tutte dalla radice -kn- e sono illustrate nella tabella che segue.
| Participi                | Participi                  | Masdar       |
| Attivo                   | Futuro                     | Masdar       |
| ------------------------ | -------------------------- | ------------ |
| მქ(მ)ნელი [m-k(m)n-el-i] | საქ(მ)ნელი [sa-k(m)n-el-i] | ქმნა [kmn-a] |
| Perfetto                 | Privativo                  |              |
| ქმნილი [kmn-il-i]        | უქ(მ)ნელი [u-k(m)n-el-i]   |              |

### Il verbo "conoscere"
Il verbo იცის [i-ts-i-s] "conosce (qualcosa)", "sa come" presenta anomalie sia sintattiche che morfologiche.
A livello sintattico, si tratta dell'unico verbo georgiano a utilizzare lo schema dei casi ERG-NOM-DAT nella serie del presente anziché in quella dell'aoristo, come mostra ad esempio la frase che segue,
მშობლებმა ყოველთვის იციან, სადა ვარ
[mshoblebma q'oveltvis i-ts-i-an, sada var]
genitori-ERG sempre essi-sanno-lo-PRES1, dove io-sono-PRES2
"I (miei) genitori sanno sempre dove sono."
Questo fenomeno è dovuto al fatto che le attuali voci del presente erano in origine voci dell'aoristo. 
Nel georgiano contemporaneo il verbo è invece difettivo della serie II e utilizza l'imperfetto al posto dell'aoristo e il congiuntivo presente al posto dell'ottativo. In aggiunta, nella sottoserie del futuro e nella serie del perfetto il verbo passa alla 4ᵃ classe, sia nella sintassi (inversione e inaccusativo anche nella sottoserie del futuro) che nel tipo di coniugazione.
A livello morfologico, il verbo fa uso sostanzialmente di due radici: -ts- nella sottoserie del presente, -tsod(i)n- in quella del futuro e nella serie III.
- Il presente è regolare (con suffisso -an alla III pl come per tutti i verbi in -i). Al contrario, l'imperfetto e il congiuntivo presente utilizzano il marcatore dello screeve -od anziché -d e sopprimono il suff.tem. -i, dando così le forme იცოდა [i-ts-od-a] e იცოდეს [i-ts-od-es] (si tratta del modello di coniugazione dei verbi in -i di 3ᵃ classe, si veda Verbi georgiani di 3ᵃ classe#Serie del presente/futuro)
- Il futuro è regolarmente ეცოდინება [e-tsodin-eb-a], così come il condizionale ეცოდინებოდა [e-tsodin-eb-od-a] e il congiuntivo futuro ეცოდინებოდეს [e-tsodin-eb-od-e-s].[52]
- Il perfetto è სცოდნია [s-tsodn-i-a] e il piuccheperfetto è სცოდნოდა [s-tsodn-od-a], entrambi ricavati dal nome verbale, secondo le regole della serie III di 4ᵃ classe.

Il paradigma completo del verbo, comprensivo delle forme indefinite, è illustrato nella tabella che segue.
|           | Screeve                   | Screeve                        | Screeve                           |                                                   | Participi                                                       | Participi |
| Serie I   | Presente                  | Imperfetto                     | Cong. presente                    | Attivo                                            | Futuro                                                          |           |
| --------- | ------------------------- | ------------------------------ | --------------------------------- | ------------------------------------------------- | --------------------------------------------------------------- | --------- |
| Serie I   | იცის [i-ts-i-s]           | იცოდა [i-ts-od-a]              | იცოდეს [i-ts-od-e-s]              | მცოდნე(ლი) [m-tsodn-e(l-i)]                       | საცოდნ(ელ)ი, საცოდ(ი)ნარი [sa-tsodn(-el)-i], [sa-tsod(i)n-ar-i] |           |
| Serie I   | Futuro                    | Condizionale                   | Cong. futuro                      | Perfetto                                          | Privativo                                                       |           |
| Serie I   | ეცოდინება [e-tsodin-eb-a] | ევოდინებოდა [e-tsodin-eb-od-a] | ეცოდინებოდეს [e-tsodin-eb-od-e-s] | (ცნობილი), (ნაცნობი) [tsn-ob-il-i], [na-tsn-ob-i] | უცოდინარი, უცოდნელი [u-tsodin-ar-i], [u-tsodn-el-i]             |           |
| Serie II  |                           | Aoristo                        | Ottativo                          | Masdar                                            | Masdar                                                          |           |
| Serie II  | (იცოდა) [i-ts-od-a]       | (იცოდეს) [i-ts-od-e-s]         | ცოდნა [tsodn-a]                   | ცოდნა [tsodn-a]                                   |                                                                 |           |
| Serie III |                           | Perfetto                       | Piuccheperfetto                   |                                                   |                                                                 |           |
| Serie III | სცოდნია [s-tsodn-i-a]     | სცოდნოდა [i-tsodn-od-a]        |                                   |                                                   |                                                                 |           |

## Tipi derivazionali: causativi
I verbi causativi possono essere ricavati:
- da forme nominali, soprattutto aggettivi, con il significato di indurre un modo di essere, cioè di "rendere...", "far diventare..." nel modo della parola da cui si costruiscono (ad es. ლამაზი [lamazi] "bello" → გაალამაზებს [ga=a-lamaz-eb-s] "renderà bello", "abbellirà");[55]
- da altri verbi, con il significato di indurre un'azione, cioè di "costringere a fare", "far fare", "persuadere a fare", "lasciar fare", "aiutare a fare" etc.[56] (ad es. დაწერს [da=ts'er-s] "scriverà qcs." → დააწერინებს [da=a-ts'er-in-eb-s] "farà scrivere qcs. a qcn.").

Il primo gruppo è quello dei causativi denominativi, il secondo quello dei causativi deverbali.

### Causativi denominativi
I denominativi sono solitamente caratterizzati dal circonfisso a ⎯⎯⎯⎯ eb. Un numero limitato di aggettivi e participi hanno una formazione alternativa, ottenuta componendo la forma nominale con il verbo ყოფს [q'-op-s].
I verbi del primo gruppo formano il tema del presente aggiungendo alla radice della forma nominale la vocale preradicale a- e il suffisso tematico -eb. La radice può subire delle alterazioni fonetiche (si veda anche Grammatica georgiana#Sostantivi):
- i temi con sincope subiscono la sincope anche nel verbo denominativo (ad es. წითელი [ts'itel-i] "rosso", GEN წითლის [ts'itØl-is] → გააწითლებს [ga=a-ts'itl-eb-s] "farà arrossire");
- i temi troncanti in -e subiscono troncamento anche nel verbo denominativo (ad es. მწვანე [mts'vane] "verde", GEN მწვანის [mts'vanØ-is] → გაამწვანებს [ga=a-mts'van-eb-s] "renderà verde");
- i temi troncanti in -a non subiscono troncamento e aggiungono una -v epentetica alla fine del tema (ad es. ბრმა [brma] "cieco" → დააბრმავებს [da=a-brmav-eb-s] "accecherà"); la stessa aggiunta avviene coi temi in -o (ad es. ფართო [parto] "largo" → გააფართოვებს [ga=a-partov-eb-s] "allargherà").

Il preverbo è solitamente ga-, più raramente da-. In rari casi la vocale preradicale non è a- (ad es. მეორე [meore] "secondo" → გაიმეორებს [ga=i-meor-eb-s] "ripeterà").
Nei verbi del secondo gruppo la radice della forma nominale occupa lo spazio morfemico del preverbo di ყოფს [q'-op-s] (ad es. ნათელი [natel-i] "chiaro" → ნათელყოფს [natel=q'-op-s] "chiarisce", pres. I persone ნათელვყოფ(თ) [natel=v-q'-op(-t)]). La coniugazione avviene sulla falsariga di quella di გაყოფს [ga=q'-op-s] (si veda sopra #Suffisso tematico ''-op''), sostituendo ogni volta la radice della forma nominale al preverbo ga-; la sottoserie del futuro manca. A questa famiglia appartengono, fra gli altri: უზრუნველყოფს [uzrunvel=q'-op-s] "garantisce", უკვდავყოფს [uk'vdav=q'-op-s] "immortala", ცხადყოფს [tskhad=q'-op-s] "dimostra", უარყოფს [uar=q'-op-s] "rifiuta", სრულყოფს [srul=q'-op-s] "perfeziona", უვნებელყოფს [uvnebel=q'-op-s] "rende innocuo", შეურაცხყოფს [sheuratskh=q'-op-s] "umilia", უგულებელყოფს [ugulebel=q'-op-s] "trascura".

### Causativi deverbali
I causativi ricavati da verbi di 1ᵃ classe sono caratterizzati dal circonfisso a ⎯⎯⎯⎯ (ev)in-eb, che viene aggiunto al tema del masdar imperfettivo (cioè al masdar senza preverbo e senza la vocale finale -a). La formazione del tema del presente dipende quindi dalla presenza o assenza di vocali nella radice e dal suffisso tematico (si confronti con la sezione #Masdar).
- Se la radice è vocalica il circonfisso è a ⎯⎯⎯⎯ in-eb. Il suff.tem. originario viene ritenuto e integrato nel nuovo tema del presente, eccetto che per -i, che viene eliminato (ad es. გაგზავნის [ga=gzavn-i-s] "manderà" → გააგზავნინებს [ga=a-gzavn-in-eb-s]); se il suff.tem. era -av, esso subisce sincope e si riduce a -v- (ad es. დახატავს [da=khat'-av-s] "dipingerà" → დაახატვინებს [da=a-khat'v-in-eb-s]).
- Se la radice è consonantica e il suff.tem. è -eb/-ob, il circonfisso è ancora a ⎯⎯⎯⎯ in-eb, con ritenzione del suff.tem. originario (ad es. გაათბობს [ga=a-tb-ob-s] "riscalderà" → გაათბობინებს [ga=a-tb-ob-in-eb-s]).
- Se la radice è consonantica e il suff.tem. è -am/-av/-i, il circonfisso è a ⎯⎯⎯⎯ evin-eb, con sincope di -am in -m e di -av in -v (ad es. დადგამს [da=dg-am-s] "metterà in piedi" → დაადგმევინებს [da=a-dgm-evin-eb-s]); il suff.tem. -i cade.

In tutti i casi, la forma causativa segue la coniugazione già illustrata per i verbi in -eb. In particolare, il preverbo aggiunto nella serie del futuro è lo stesso che il verbo aveva nella sua forma base, come mostrano gli esempi precedenti.
Due verbi formano il causativo in maniera irregolare. Si tratta di:
- ჭამს [Ø=ch'am-s] "mangia"/"mangerà", che aggiunge il circonfisso a ⎯⎯⎯⎯ ev: caus. აჭმევს [Ø=a-ch'mev-s];
- სვამს [sv-am-s] "beve", che è suppletivo e ha fut. დალევს [da=lev-s] "berrà"; il presente del causativo si forma come quello di ჭამს [Ø=ch'am-s], dando ასმევს [a-smev-s]; nel futuro del causativo si aggiunge il circonfisso a ⎯⎯⎯⎯ evin-eb, anche se la radice è vocalica, dando დაალევინებს [da=a-lev-in-eb-s].

| Suff.tem. | Causativo (tema del presente) | Causativo (tema del presente) |
| Suff.tem. | VOC                           | CONS                          |
| --------- | ----------------------------- | ----------------------------- |
| -Ø        | a + RAD + in + eb             | ×                             |
| -eb       | a + RAD + eb + in + eb        | a + RAD + eb + in + eb        |
| -ob       | a + RAD + ob + in + eb        | a + RAD + ob + in + eb        |
| -am       | ×                             | a + RAD + m + evin + eb       |
| -av       | a + RAD + v + in + eb         | a + RAD + v + evin + eb       |
| -i        | a + RAD + in + eb             | a + RAD + evin + eb           |

I causativi ricavati da verbi di 3ᵃ classe sono caratterizzati dal circonfisso a ⎯⎯⎯⎯ eb. Il tema del presente del causativo è ottenuto dal tema del futuro del verbo corrispondente, sostituendo la vocale preradicale i- con a- (ad es. მღერის [mgher-i-s] "canta", fut. იმღერებს [i-mgher-eb-s] → ამღერებს [a-mgher-eb-s]). In particolare, se la radice subisce delle alterazioni, il causativo prende la variante utilizzata al futuro (ad es. იბრძვის [i-brdzv-i-s] "combatte", fut. იბრძოლებს [i-brdzol-eb-s] → აბრძოლებს [a-brdzol-eb-s]).
Nelle altre serie la coniugazione è quella dei verbi di 1ᵃ classe in -eb a radice vocalica, ma senza il preverbo. La serie del futuro è quindi formalmente identica a quella del presente.
| Verbo di partenza     | Causativo | Causativo                                                |
| Verbo di partenza     | Serie     | Tema                                                     |
| --------------------- | --------- | -------------------------------------------------------- |
| i + RAD + eb (Futuro) | Presente  | Ø + a + RAD + eb                                         |
| i + RAD + eb (Futuro) | Futuro    | Ø = a + RAD + eb                                         |
| i + RAD + eb (Futuro) | Aoristo   | Ø = a + RAD                                              |
| i + RAD + eb (Futuro) | Perfetto  | Ø = a + RAD + eb + ins(pf.) Ø = a + RAD + eb + in (ppf.) |

Se tuttavia, al di fuori della sottoserie del presente, viene aggiunto il preverbo a-, il significato passa da causativo a causativo-incoativo (ad es. ამღერებს [Ø=a-mgher-eb-s] "farà cantare qcn." → აამღერებს [a=a-mgher-eb-s] "farà cominciare a cantare qcn."). D'altra parte lo stesso preverbo a- è presente negli incoativi deverbali di 2ᵃ classe, anch'essi formati da verbi di 3ᵃ classe (ad es. აამღერდება [a=a-mgher-d-eb-a] "inizierà a cantare", si veda Verbi georgiani di 2ᵃ classe#Incoativi).
I causativi formati da verbi di 4ᵃ classe sono anch'essi spesso caratterizzati dal circonfisso a ⎯⎯⎯⎯ eb (ad es. უყვარს [u-q'var-s] "ama" → შეაყვარებს [she=a-q'var-eb-s] "farà amare qcs. a qcn.", ახსოვს [a-khsov-s] "ricorda" → დაახსომებს [da=a-khsom-eb-s] "farà ricordare qcs. a qcn.").
I causativi si formano di fatto anche da verbi di 2ᵃ classe, purché questi ultimi siano dei verbi base. Spesso si incontra un circonfisso a ⎯⎯⎯⎯ en, in cui l'elemento -en sostituisce il suffisso tematico -eb, diventando parte della radice (ad es. მოხდება [mo=khd-eb-a] "avverrà" → მოახდენს [mo=a-khd(-)en-s] "farà avvenire", "provocherà"; დაწვება [da=ts'v-eb-a] "si sdraierà" → დააწვენს [da=a-ts'v(-)en-s] "metterà a letto"). Altri manuali, tuttavia, interpretano questo passaggio derivazionale al contrario, per cui è il verbo di 2ᵃ classe a essere formato dal corrispondente causativo di 1ᵃ classe (si veda quindi anche Verbi georgiani di 2ᵃ classe#Tipi derivazionali: passivi sintetici).